# Campeonato Europeo Sub-18 1983
El Campeonato Europeo Sub-18 1983 se realizó en Inglaterra del 13 al 22 de mayo y contó con la participación de 16 selecciones juveniles de Europa provenientes de una fase eliminatoria.
Francia venció en la final a Checoslovaquia para conseguir el título por segunda ocasión.

## Eliminatoria

### Fase de grupos

#### Grupo 2
| País              | J | G | E | P | GF | GC | GD | Pts |
| ----------------- | - | - | - | - | -- | -- | -- | --- |
| Escocia           | 4 | 3 | 1 | 0 | 8  | 2  | +6 | 7   |
| Gales             | 4 | 1 | 2 | 1 | 4  | 3  | +1 | 4   |
| Irlanda del Norte | 4 | 0 | 1 | 3 | 2  | 9  | –7 | 1   |

|  | Gales             | 2–0 | Irlanda del Norte |
|  | Escocia           | 1–1 | Gales             |
|  | Irlanda del Norte | 1–1 | Gales             |
|  | Irlanda del Norte | 0–3 | Escocia           |
|  | Gales             | 0–1 | Escocia           |
|  | Escocia           | 3–1 | Irlanda del Norte |

#### Grupo 13
| País       | J | G | E | P | GF | GC | GD | Pts |
| ---------- | - | - | - | - | -- | -- | -- | --- |
| Yugoslavia | 4 | 3 | 0 | 1 | 10 | 3  | +7 | 6   |
| Hungría    | 4 | 3 | 0 | 1 | 5  | 3  | +2 | 6   |
| Austria    | 4 | 0 | 0 | 4 | 0  | 9  | –9 | 0   |

|  | Austria    | 0–5 | Yugoslavia |
|  | Hungría    | 1–0 | Austria    |
|  | Yugoslavia | 3–2 | Hungría    |
|  | Hungría    | 1–0 | Yugoslavia |
|  | Austria    | 0–1 | Hungría    |
|  | Yugoslavia | 2–0 | Austria    |

### Eliminación Directa
| Equipo 1         | Agr.   | Equipo 2             | Ida | Vuelta |
| ---------------- | ------ | -------------------- | --- | ------ |
| Islandia         | 1–2    | Irlanda              | 1–1 | 0–1    |
| Suecia           | 2–1    | Dinamarca            | 0–0 | 2–1    |
| Noruega          | 1–2    | Finlandia            | 0–0 | 1–2    |
| Unión Soviética  | (a)2–2 | Polonia              | 1–0 | 1–2    |
| Checoslovaquia   | 3–1    | Alemania Democrática | 1–0 | 2–1    |
| Luxemburgo       | 1–5    | Bélgica              | 1–1 | 0–4    |
| Portugal         | 2–2(a) | Francia              | 2–1 | 0–1    |
| Países Bajos     | 1–2    | España               | 1–0 | 0–2    |
| Alemania Federal | 3–1    | Suiza                | 2–0 | 1–1    |
| Malta            | 0–6    | Italia               | 0–3 | 0–3    |
| Chipre           | 1–6    | Rumania              | 1–1 | 0–5    |
| Bulgaria         | 4–1    | Albania              | 4–0 | 0–1    |
| Grecia           | 3–4    | Turquía              | 2–0 | 1–4    |

## Clasificados
| - Bélgica - Bulgaria - Checoslovaquia - Inglaterra (anfitrión) | - Finlandia - Francia - Alemania Federal - Italia | - Irlanda - Rumania - Escocia - Unión Soviética | - España - Suecia - Turquía - Yugoslavia |

## Fase de grupos

### Grupo A
| País             | J | G | E | P | GF | GC | GD | Pts |
| ---------------- | - | - | - | - | -- | -- | -- | --- |
| Checoslovaquia   | 3 | 1 | 2 | 0 | 4  | 2  | +2 | 4   |
| Alemania Federal | 3 | 2 | 0 | 1 | 5  | 4  | +1 | 4   |
| Bulgaria         | 3 | 1 | 1 | 1 | 2  | 3  | –1 | 3   |
| Suecia           | 3 | 0 | 1 | 2 | 1  | 3  | –2 | 1   |

| 13 de mayo | Checoslovaquia   | 3–1 | Alemania Federal |
|            | Bulgaria         | 1–0 | Suecia           |
| 15 de mayo | Checoslovaquia   | 0–0 | Bulgaria         |
|            | Alemania Federal | 1–0 | Suecia           |
| 17 de mayo | Suecia           | 1–1 | Checoslovaquia   |
|            | Alemania Federal | 3–1 | Bulgaria         |

### Grupo B
| País       | J | G | E | P | GF | GC | GD | Pts |
| ---------- | - | - | - | - | -- | -- | -- | --- |
| Italia     | 3 | 2 | 1 | 0 | 5  | 1  | +4 | 5   |
| Yugoslavia | 3 | 2 | 0 | 1 | 5  | 3  | +2 | 4   |
| Rumania    | 3 | 1 | 0 | 2 | 6  | 4  | +2 | 2   |
| Turquía    | 3 | 0 | 1 | 2 | 2  | 10 | –8 | 1   |

| 13 de mayo | Yugoslavia | 2–0 | Rumania    |
|            | Turquía    | 1–1 | Italia     |
| 15 de mayo | Italia     | 2–0 | Yugoslavia |
|            | Rumania    | 6–0 | Turquía    |
| 17 de mayo | Yugoslavia | 3–1 | Turquía    |
|            | Italia     | 2–0 | Rumania    |

### Grupo C
| País            | J | G | E | P | GF | GC | GD | Pts |
| --------------- | - | - | - | - | -- | -- | -- | --- |
| Inglaterra      | 3 | 2 | 0 | 1 | 5  | 4  | +1 | 4   |
| Escocia         | 3 | 1 | 1 | 1 | 6  | 5  | +1 | 3   |
| España          | 3 | 1 | 1 | 1 | 2  | 2  | 0  | 3   |
| Unión Soviética | 3 | 1 | 0 | 2 | 2  | 4  | –2 | 2   |

| 13 de mayo | Inglaterra      | 1–0 | España          |
|            | Escocia         | 3–0 | Unión Soviética |
| 15 de mayo | Inglaterra      | 4–2 | Escocia         |
|            | España          | 1–0 | Unión Soviética |
| 17 de mayo | Unión Soviética | 2–0 | Inglaterra      |
|            | España          | 1–1 | Escocia         |

### Grupo D
| País      | J | G | E | P | GF | GC | GD | Pts |
| --------- | - | - | - | - | -- | -- | -- | --- |
| Francia   | 3 | 2 | 1 | 0 | 7  | 3  | +4 | 5   |
| Irlanda   | 3 | 1 | 2 | 0 | 2  | 1  | +1 | 4   |
| Finlandia | 3 | 1 | 1 | 1 | 5  | 3  | +2 | 3   |
| Bélgica   | 3 | 0 | 0 | 3 | 1  | 8  | –7 | 0   |

| 13 de mayo | Irlanda   | 1–0 | Bélgica   |
|            | Francia   | 3–1 | Finlandia |
| 15 de mayo | Finlandia | 0–0 | Irlanda   |
|            | Bélgica   | 1-3 | Francia   |
| 17 de mayo | Francia   | 1–1 | Irlanda   |
|            | Finlandia | 4–0 | Bélgica   |

## Fase final
|  | Semifinales             | Semifinales         |   |                     | Final               | Final |  |
|  |                         |                     |   |                     |                     |       |  |
|  |                         |                     |   |                     |                     |       |  |
|  | Londres, 20 de mayo     |                     |   |                     |                     |       |  |
|  | Inglaterra              | 1                   |   |                     |                     |       |  |
|  | Checoslovaquia (DP 2-4) | 1                   |   |                     |                     |       |  |
|  |                         |                     |   |                     |                     |       |  |
|  |                         |                     |   |                     | Londres, 22 de mayo |       |  |
|  |                         |                     |   |                     | Checoslovaquia      | 0     |  |
|  |                         | Francia             | 1 |                     |                     |       |  |
|  |                         |                     |   |                     |                     |       |  |
|  |                         |                     |   |                     |                     |       |  |
|  |                         |                     |   |                     | Tercer lugar        |       |  |
|  | Londres, 20 de mayo     | Londres, 20 de mayo |   | Londres, 22 de mayo | Londres, 22 de mayo |       |  |
|  | Francia                 | 1                   |   | Italia              | 1                   |       |  |
|  | Italia                  | 0                   |   |                     | Inglaterra (DP 2-4) | 1     |  |

## Campeón
| Eurocopa Sub-18 1983 |
| -------------------- |
| Bandera de Francia   |
| Francia 2º Título    |